# Auguste-Hyacinthe Debay
Auguste-Hyacinthe Debay fue un escultor y pintor francés, nacido el año 1804 en Nantes y fallecido el 1865 en París.

## Vida y obras
Auguste-Hyacinthe Debay fue hijo del eminente escultor Jean-Baptiste Joseph Debay el viejo y hermano menor de Jean-Baptiste Joseph Debay. 

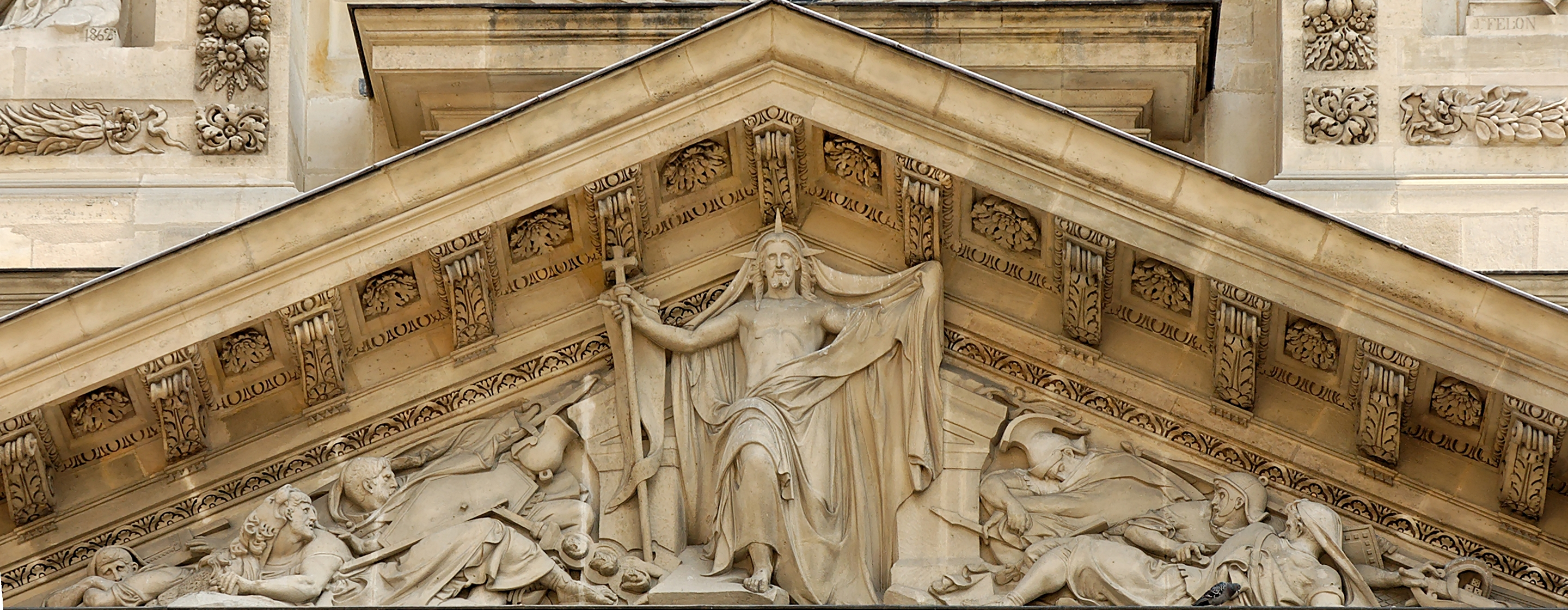
Frontón de la fachada principal de Saint-Étienne-du-Mont, París.

En 1817, a la edad de 13 años, envió sus primeros retratos pintados sobre tela al Salón de París.
Conocido por su trabajo, se fue a París y se perfeccionó en la pintura teniendo como maestro al pintor Antoine-Jean Gros.
En 1823, participó en la convocatoria del Premio de Roma y obtuvo el Primer gran Premio de pintura con su obra titulada Égisthe, croyant retrouver le corps d'Oreste mort, découvre celui de Clytemnestre. (Egisto, creyendo recuperar el cuerpo de Orestes muerto, descubre el de Clitemnestra).
Tras la obtención del Premio de Roma, se volcó en la escultura que aprendió bajo la tutela de su padre. Realizó entre otros, el frontón de la iglesia de Saint-Étienne-du-Mont situada en el Barrio Latino de París, así como las fuentes de la Concordia (fr), en la plaza de la Concordia.
Algunas de sus telas está expuestas en el Palacio de Versalles, así como en el Museo de Bellas Artes de Nantes.

## Galería de imágenes

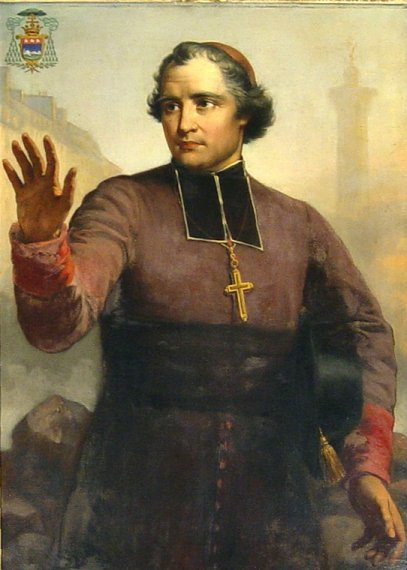
Retrato de Denys Affre, arzobispo de París.
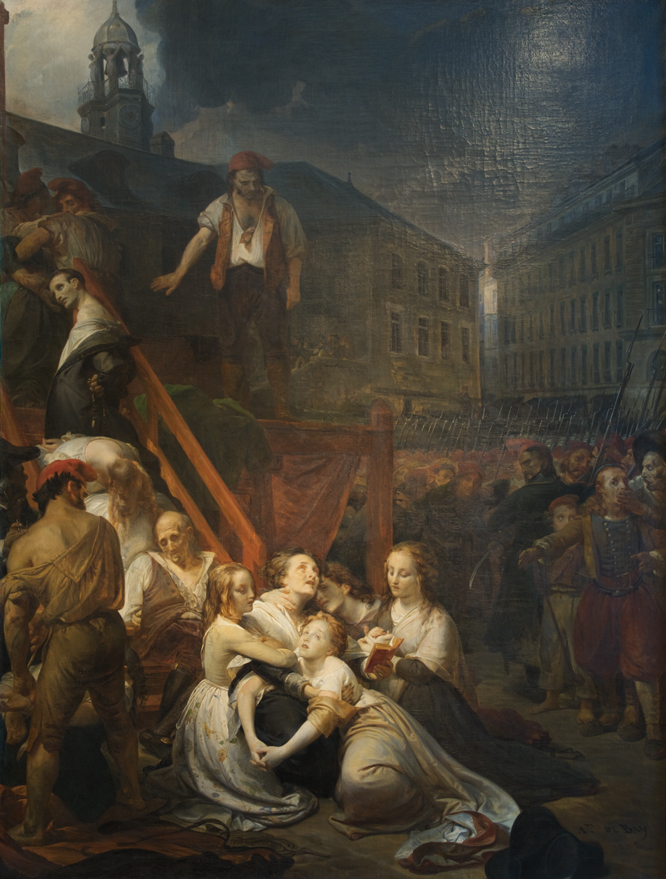
El terror en Nantes.
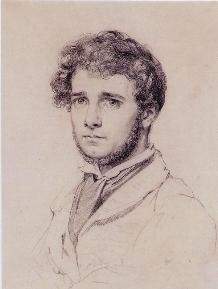
Retrato del escultor Augustin Dumont.